# Рува (приток Куженги)
Рува, в верховьях Компаковская — река в России, протекает по территории Беломорского района Карелии. Устье реки находится в 6,5 км по правому берегу реки Куженги. Длина реки — 21 км, площадь водосборного бассейна — 146 км².
Исток — озеро Хижъярви. Протекает озеро Компаковское с притоком из озера Кибохайни.

## Данные водного реестра
По данным государственного водного реестра России относится к Баренцево-Беломорскому бассейновому округу, водохозяйственный участок реки — Нижний Выг от Выгозерского гидроузла и до устья. Речной бассейн реки — бассейны рек Кольского полуострова и Карелии, впадает в Белое море.
Код объекта в государственном водном реестре — 02020001312102000006734.